# Maisel-zsinagóga
A Maisel-zsinagóga egy zsinagóga Prága egykori zsidó negyedében, a Maisel utca (Maiselova ulice) 10-ben.

## Története
Eredetileg Mordechai Maisel, II. Rudolf császár bankára, a prágai zsidó közösség fontos mecénása építtette magán imaházának (Barangoló); 1590-ben a császártól előbb telket, majd különleges kiváltságot kapott az építkezésre. A zsinagóga terveit Juda Coref de Herz készítette el, az építkezést Josef Wahl vezette. 1592-ben a Simchat Tora (a Tóra örömének) ünnepén adták át. Maisel halála (1601) után a zsinagógát automatikusan a prágai zsidó közösségnek kellett volna örökölnie, ehelyett azonban birtokait (a császári végrendeleti kiváltság ellenére) elkobozták, és a zsinagógát a hitközösség csak néhány évtized múlva kapta meg (CsWiki). A következő fél évszázadban néhányszor átalakították (Szombathy), aminek eredményeként ez lett a prágai gettó legnagyobb épülete, és gazdag felszereltségének köszönhetően a legfényűzőbb is (CsWiki).
Az 1689-es nagy tűzvészben teljesen leégett (Barangoló), ami után redukáltan építették újjá; korábbi hosszának kétharmadán (CsWiki).
A 19. században a neológ közösség otthonává vált. 1893–1905 között Josefov felújításának részeként Alfred Grotte műépítész tervei szerint neogótikus stílusban teljesen átalakították; ekkor építették az orgonát is (Szombathy).
A német megszállás idején raktár lett: ide hordták a zsidók bútorait, szakrális és személyes tárgyait (Szombathy). A világháború óta ismét a a Prágai Zsidó Hitközség tulajdona. 1955 óta a Prágai Zsidó Múzeum kezeli. az 1960-as években felújították, 1965 és 1988 között itt gyűjtötték össze a hitközségeiket vesztett cseh és morva zsinagógák megmaradt tárgyi emlékeit. Az ezekből összeállított kiállítást egy újabb rekonstrukció után, 1996-ban nyitották meg.
A 2013–2015 közötti újabb felújítás alkalmával az épület kívül és belül is visszakapta a mintegy száz évvel korábbi, neogótikus formáját. A állandó kiállítást új műtárgyakkal és interaktív elemekkel egészítették ki.↑ Szombat: 

## Az épület
Az épület háromhajós, húszoszlopos, a nőknek külön mellékhajóval.

## Jelenlegi funkciója
A sors iróniája, hogy az elkobzott tárgyakból állították össze a cseh- és morvaországi zsidók történetét bemutató kiállítást, amelynek első (a 10. századtól a 18. századig terjedő időszakot felölelő) része látható ebben az épületben. A kiállítás második része (a polgári jogok kivívásától napjainkig) a Spanyol zsinagógában van.

### A kiállítás
A csehországi zsidók életét vallását a betelepüléstől a felvilágosodás koráig (10–18. század)bemutató kiállításon főleg fémtárgyakat láthatunk, köztük feltűnően sok ezüstholmit. A múzeumba nemcsak több száz magánház istentiszteleti tárgyait gyűjtötték össze, de 153 zsinagóga kegytárgyait is; ez a világ legnagyobb (több mint 6000 darabos) ilyenfajta kollekciója. Különösen gazdag a „Cseh zsinagógák ezüstje” gyűjtemény; emellett számos darab nürnbergi, bécsi, augsburgi és más ötvösmesterek alkotása. A kiállításon az egyes kegytárgyak jellegzetességeit típusonként mintegy tucatnyi darab bemutatásával szemléltetik. A legújabb rekonstrukció óta a bemutatás módja korszerűbb, de a tematika változatlan (CsWiki).
Az interaktív paneleken a hajdani prágai zsidóváros arculata tekinthető meg. A tárlat mintegy 60 rabbi és más zsidó vezető életét és munkásságát is bemutatja. A kortörténeti dokumentumok mellett a látogatók megismerhetik az eredeti zsinagóga építtetőjét és mecénását, Mordechaj Maiselt és a prágai Gólem legendáját is. Sablon:sablon:hely – hibaüzenet. Egy kötelező paraméter hiányzik. Bővebb tájékoztatás a sablon leírásában található.
Megjegyzés: Minden sablonnál gondolni kell arra, hogy a „paraméternév=paraméterérték” forma kötelező, ha egy paraméterértékben egyenlőségjel van (mint az az url-ekben gyakori). A névtelen paramétereknél a paraméter sorszáma szolgál paraméternév gyanánt. Ha ilyenkor nem adjuk meg a paraméter sorszámát, akkor az olyan, mintha a paraméter teljesen hiányozna.

A kiállítás második része (a polgárjogok kivívásától napjainkig) a Spanyol zsinagógában látható (Szombathy).

## Fordítás
- Ez a szócikk részben vagy egészben  a   Maiselova synagoga című cseh Wikipédia-szócikk ezen változatának fordításán alapul.  Az eredeti cikk szerkesztőit annak laptörténete sorolja fel. Ez a jelzés csupán a megfogalmazás eredetét és a szerzői jogokat jelzi, nem szolgál a cikkben szereplő információk forrásmegjelöléseként.